# 蔣申
蔣申（1997年8月30日—），曾為中國女子音樂組合SING女團的成員。2015年8月10日以《青春的告白》一曲出道。在組合内擔任主唱與Rap，應援色是藍色。

## 經歷
2015年7月，以第二期練習生的身分加入SING女團大型女子偶像組合成長真人秀節目《偶像來了-S.I.N.G養成日誌(第二季)》，同年8月11日以SING女團正式成員的身分出道。2018年初，與同團成员賴美雲、許詩茵一起参加腾讯视频舉辦的《创造101》，雖然在節目中表現出色，多次從淘汰邊緣逆轉，但仍在第九期節目遭到淘汰，無緣最終階段。2019年1月4日推出首張個人單曲《Mermaid》。2021年5月1日，於「2021屆優秀畢業生畢業公演」後畢業。

## 作品

### 音樂

#### 個人
| 年份   | 日期     | 歌曲名稱                                            | 作詞               | 作曲         | 備註                           | MV                                     |
| 2017年 | 2月14日  | 背對著想念 （合作演唱者：林慧）                     | 何亮               | 何亮         | 七夕單曲                       | Youtube （页面存档备份，存于）         |
| 2019年 | 1月4日   | Mermaid                                             | 李懋揚             | 李懋揚       | 首張個人單曲                   | Youtube （页面存档备份，存于） Youtube |
| 2019年 | 6月18日  | 萌萌噠 （合作演唱者：子鳴）                         | 陳紅鯉             | 張園         |                                | Youtube （页面存档备份，存于）         |
| 2019年 | 10月21日 | 寵物能力歌 （合作演唱者：林慧）                     |                    |              | 動畫電影《寵物聯盟》中文宣傳曲 | Youtube （页面存档备份，存于）         |
| 2019年 | 11月9日  | 你是我 我是你 （合作演唱者：許藝娜）                |                    |              | 網路劇《明月照我心》插曲       | bilibili （页面存档备份，存于）        |
| 2019年 | 12月5日  | 江湖不相見 （合作演唱者：王子銘）                   |                    |              | 古裝劇《一夜新娘》插曲         |                                        |
| 2020年 | 1月9日   | 上海時光                                            | 赵伊宁、蒋申、张畅 | 丁聪、周富坚 | 節目《城歌纪》上海站主題曲     |                                        |
| 2020年 | 2月29日  | 感謝每一個你 （合作演唱者：群星）                   |                    |              | 武漢疫情歌曲                   | Youtube （页面存档备份，存于）         |
| 2020年 | 6月12日  | 不算孤島                                            |                    |              | 校園愛情劇《夏夜知君暖》插曲   |                                        |
| 2020年 | 6月17日  | 微光                                                |                    |              |                                | Youtube                                |
| 2020年 | 7月24日  | 漫畫家                                              |                    |              | 網路劇《刺》插曲               | Youtube （页面存档备份，存于）         |
| 2020年 | 8月27日  | Miss U                                              |                    |              | SING女團-1828專輯個人單曲      |                                        |
| 2021年 | 1月27日  | 冰糖 （合作演唱者：劉彬濠）                         | 劉暢               | 單喻龍       | 電視劇《暗戀橘生淮南》插曲     | Youtube （页面存档备份，存于）         |
| 2021年 | 7月24日  | 煙雨歸                                              |                    |              | 網路劇《我的女主别太萌》插曲   |                                        |
| 2021年 | 8月30日  | 阿芙洛狄忒來信                                      |                    |              | 生日單曲                       |                                        |
| 2021年 | 10月19日 | 不再繼續                                            | 林澤軍             | 林澤軍       |                                |                                        |
| 2021年 | 12月27日 | 天外有个逍遥仙 （合作演唱者：簡佑翔）               | 簡佑翔             | 簡佑翔       |                                |                                        |
| 2022年 | 8月9日   | 再見 （合作演唱者：林慧、秦瑜、吳瑤、陳麗）         |                    |              |                                |                                        |
| 2022年 | 8月30日  | 大小孩                                              |                    |              | 生日單曲                       |                                        |
| 2022年 | 9月10日  | 星月頌 （合作演唱者：林慧、秦瑜、吳瑤、陳麗、邊麗） |                    |              | 中秋單曲                       |                                        |
| 2023年 | 7月3日   | 笑嘆風月                                            |                    |              |                                | 網路劇《让一让公主》片头曲             |

### 影視

#### 電影
| 上映時間      | 劇名       | 同團參演成員               |
| 2017年7月20日 | 閃光少女   | 林津伊、林慧、秦瑜、許詩茵 |
| 2018年8月17日 | 美少女壯士 | 林津伊、林慧、許詩茵       |

#### 電視劇/網絡劇
| 播出年度 | 劇名               | 角色   | 備註   |
| 2018年   | 《快乐酷宝》第三季 |        | 客串   |
| 2020年   | 《夏夜知君暖》     | 肖兔兔 | 網絡劇 |
| 2021年   | 《我的女主别太萌》 | 江思思 | 網絡劇 |
| 2022年   | 《一二三，木头人》 | 顾家宜 | 網絡劇 |

#### 專屬綜藝節目
| 日期                           | 節目名稱                         | 集數 | 備註                                     |
| 2015年7月22日－2015月9月23日   | 偶像来了-S.I.N.G养成日志(第二季) | 10   | 第二期練習生                             |
| 2017年9月9日                   | 美食大作战                       | 2    |                                          |
| 2017年3月10日－2017年4月17日   | 小姐姐我想                       | 3    | 參與成員：賴美雲、蔣申、秦瑜、吳瑤、陳麗 |
| 2017年10月23日－至今           | SING工作日志                     | 26   |                                          |
| 2018年9月2日－2018年11月8日    | 繁星夜谈会                       | 4    | 上集因故缺席                             |
| 2018年9月6日－2018年10月18日   | SING Holiday 巴厘岛特辑          | 7    |                                          |
| 2018年9月11日－至今            | SING練習時                       | 10   |                                          |
| 2018年10月25日                 | 蒋申带你遊上海                   | 1    |                                          |
| 2018年12月14日－2018年12月20日 | SING Holiday 成都特辑            | 2    |                                          |
| 2019年1月3日－至今             | SING HOME                        | 6    |                                          |

## 外部連結
- 蔣申的新浪微博
- 蔣申的Instagram帳戶
- SING女团的新浪微博